# Lasiobelba quadriseta
Lasiobelba quadriseta är en kvalsterart som beskrevs av Subías 1989. Lasiobelba quadriseta ingår i släktet Lasiobelba och familjen Oppiidae. Inga underarter finns listade i Catalogue of Life.